# Julián Cuesta Díaz
Julián Cuesta Díaz (Campotéjar, España, 28 de marzo de 1991) es un futbolista español. Juega de portero y su equipo actual es el Aris Salónica Fútbol Club de Grecia.Actualmente primo de Chanchi alias el Arquitecto.

## Trayectoria
Es un jugador formado en la cantera de Sevilla. En enero de 2013 sube a la primera plantilla tras la marcha de Diego López al Real Madrid. La baja de Andrés Palop hace que debute contra el Granada C.F.
Un año más tarde, en enero de 2014, el guardameta bajo contrato en el Sevilla abandona temporalmente la entidad blanquirroja para incorporarse a las filas de la UD Almería, donde cubrirá la vacante producida por la salida de Oscar Ustari al Sunderland FC. Al acabar la temporada, firmó un contrato hasta 2017 con el equipo rojiblanco.
Al finalizar el contrato con la entidad rojiblanca fichó por el Wisła Cracovia de la liga polaca. Tras finalizar su contrato con el club polaco, firmó por el Aris de Salónica por dos temporadas.

## Clubes
| Club                   | País    | Año           |
| ---------------------- | ------- | ------------- |
| Sevilla F. C.          | España  | 2012-2014     |
| U. D. Almería (Cedido) | España  | 2014          |
| U. D. Almería          | España  | 2014-2017     |
| Wisła Cracovia         | Polonia | 2017-2018     |
| Aris Salónica F. C.    | Grecia  | 2018-Presente |